# Berardino Capocchiano
Berardino „Dino“ Capocchiano (* 16. August 1965 in Zapponeta) ist ein ehemaliger italienischer Fußballspieler. Der Stürmer war sowohl in Italien als auch in Deutschland aktiv.

## Werdegang
Capocchiano begann mit dem Fußballspielen in seinem Heimatland, ehe er 1987 vom Amateurklub Carugatese zum TSV Havelse in die Oberliga Nord wechselte. Dort spielte er zwei Jahre und wurde 1989 vom Ligakonkurrenten Arminia Bielefeld verpflichtet. Nach nur einem Jahr auf der Bielefelder Alm kehrte er zum TSV Havelse zurück, der mittlerweile in die 2. Bundesliga aufgestiegen war. In der Spielzeit 1990/91 gelangen ihm in 35 Spielen 14 Tore, so dass er Rekordtorschütze für den Verein in der zweiten Spielklasse ist. Dennoch misslang der Klassenerhalt und der Klub stieg wieder in die Oberliga Nord ab.
Capocchiano unterschrieb zunächst einen Vertrag beim Zweitligaaufsteiger TSV 1860 München, wechselte aber während der Saisonvorbereitung für eine Ablösesumme von 180.000 DM nach Italien zu Lazio Rom. Allerdings konnte er sich nicht durchsetzen und kam in der Serie A nur zu zwei Einsätzen. Daher verließ er den Verein nach einer Spielzeit wieder und heuerte bei SSC Bari in der Serie B an. Hier kam er zwar häufiger zum Einsatz, konnte aber nicht mehr an seine torgefährlichen Zeiten in der deutschen zweiten Liga anknüpfen. 1994 wechselte er in die Serie C1 zu Calcio Chieti. Hier spielte er noch zwei Jahre, ehe er bei den unterklassigen Vereinen US Latina und Rondinella Calcio seine Karriere ausklingen ließ.